# 마리오 (대만의 연예인)
마리오(중국어 정체자: 馬力歐, 병음: Mâlìōu, Mario Pu, 1971년 7월 27일 ~)는 대만의 배우, 희극인, 진행자이다.

## 방송
- 마취풍폭